# Rafo Pucić
Rafo Pucić, též Rafael Pozza (27. dubna 1828 Dubrovník – 4. listopadu 1890 Vídeň), byl rakouský právník a politik chorvatské národnosti z Dalmácie, v 2. polovině 19. století poslanec Říšské rady a starosta Dubrovníku.

## Biografie
Pocházel ze starého dalmatského šlechtického rodu Pozza (chorvatsky Pucić), který se v Dubrovníku připomíná již od 13. století. Profesí byl advokátem. Byl politicky aktivní jako člen dalmatské Národní strany, která se identifikovala s chorvatským národním hnutím. Po pět volebních období (1869, 1872, 1875, 1882 a 1884) zastával funkci starosty Dubrovníku a po dvě volební období (1870, 1876) byl také poslancem Dalmatského zemského sněmu.
Působil také jako poslanec Říšské rady (celostátního parlamentu Předlitavska), kam usedl ve volbách roku 1879 za kurii venkovských obcí v Dalmácii, obvod Dubrovník, Korčula atd. Slib složil 14. října 1879. Mandát obhájil ve volbách roku 1885 a poslancem byl až do své smrti roku 1890. Ve volebním období 1879–1885 se uvádí jako hrabě Dr. Raphael Pozza, advokát a statkář, bytem Dubrovník.
Na Říšské radě se uvádí jako chorvatský národní poslanec a člen poslaneckého Hohenwartova klubu, který sdružoval konzervativní a federalistické politické síly. V tomto klubu zasedl i po volbách roku 1885.
Zemřel v listopadu 1890 ve svém vídeňském bytě. Poslední rozloučení se konalo ve Vídni, tělo pak bylo převezeno do domovského Dubrovníku.